# 鹅銮鼻大戟
鹅銮鼻大戟（学名：Euphorbia garanbiensis）为大戟科大戟属的植物，为台灣特有植物。分布在恆春半島的礁岩、草地。